# 日本赤十字武蔵野短期大学
日本赤十字武蔵野短期大学（にほんせきじゅうじむさしのたんきだいがく、英語: The Japanese Red Cross Musashino Junior College of Nursing）は、東京都武蔵野市境南1-26-33に本部を置いていた日本の私立大学である。1966年に設置され、2008年に廃止された。

## 概要

### 大学全体
- 東京都武蔵野市に所在した日本の私立短期大学で、設置主体は学校法人日本赤十字学園[注 1]。
- 1966年に日本赤十字武蔵野女子短期大学として開学[3]。1973年、1998年度にそれぞれ専攻科を設け、1学科と2専攻科体制をとるようになる。
- 2004年度の入学生を最後に[注釈 2]、短期大学としての使命を終える[注釈 3]。

### 教育および研究
- 看護教育をとり行い、武蔵野赤十字病院をはじめ赤十字関連病院での臨床実習をとり行っていた[8]。
- 「赤十字概論」と称した一般教育科目があった[9]。
- 卒業所要単位は96単位以上となっていた。

### 学風および特色
- 元々は女子を対象とした短大だったが共学化された。

## 沿革
- 1952年
  - 武蔵野赤十字高等看護学院が創立。
- 1957年
  - 武蔵野赤十字助産婦学校が設立。
- 1966年
  - 1月25日 左記を以て文部省[注 2]より短期大学の設置が認可される[注 3]。
  - 4月1日 日本赤十字武蔵野女子短期大学（にほんせきじゅうじむさしのじょしたんきだいがく）として以下の学科体制にて開学[12]。
    - 看護科 入学定員40名[注 4]

  - 5月1日 学生数[14]/定員
    - 看護科 45[注釈 4]/40
- 1967年
  - 5月1日 学生数[15]/定員
    - 看護科 88[注釈 4]/80
- 1968年
  - 5月1日 学生数[16]/定員
    - 看護科 133[注釈 4]/120
- 1973年
  - 1月26日 専攻科の設置が認められ、以下の課程を設ける[17][18]。
    - 看護専攻[注 5] 入学定員15名
- 1985年
  - 5月1日 学生数[19]/定員
    - 看護科 134[注釈 4]/120
- 1986年
  - 5月1日 学生数[20]/定員
    - 看護科 124[注釈 4]/120
- 1987年
  - 5月1日 学生数[21]/定員
    - 看護科 126[注釈 4]/120
- 1992年
  - 5月1日 学生数[注 6]/定員
    - 看護科 146[注釈 4]/120
- 1994年
  - 4月1日 看護科の入学定員を40→80に増員[注 7]。
  - 5月1日 学生数[27]/定員
    - 看護科 179[注釈 4]/160
- 1995年
  - 5月1日 学生数[28]/定員
    - 看護科 210[注釈 4]/200
- 1996年
  - 5月1日 学生数[29]/定員
    - 看護科 253[注釈 4]/240
- 1997年
  - 4月1日 日本赤十字武蔵野短期大学と改称[注 8]
  - 5月1日 学生数[31]/定員
    - 看護科 263[注釈 4]/240
- 1998年
  - 4月1日 専攻科に以下の課程を設ける[32]。
    - 地域看護学専攻[注 9]入学定員30名

  - 5月1日 学生数[34]/定員
    - 看護科 269[注釈 5]/240
- 1999年
  - 5月1日 学生数[35]/定員
    - 看護科 264[注釈 5]/240
- 2004年
  - 4月1日 この年度で短期大学としての学生募集を最終とする[注釈 2]。
- 2008年
  - 9月22日 左記をもって正式に廃止となる[注釈 3]。

## 基礎データ

### 所在地
- 東京都武蔵野市境南1-26-33[注釈 1]

### 象徴
- 日本赤十字武蔵野短期大学のカレッジマークは赤十字をイメージしたものとなっていた[注 10]。

## 教育および研究

### 組織

#### 学科
- 看護学科 入学定員80名[注 11]

#### 専攻科
- 地域看護学専攻 入学定員30名[注釈 6]
- 助産学専攻 入学定員15名[注釈 6]

#### 別科
- なし

#### 受験資格
- 看護師：看護学科
- 保健師：地域看護学専攻
- 助産師：助産学専攻

### 研究
- 『日本赤十字武蔵野短期大学紀要』[43]
- 『日本赤十字武蔵野女子短期大学紀要』[44]

## 学生生活

### 部活動・クラブ活動・サークル活動
- 日本赤十字武蔵野短期大学で活動していたクラブ活動[45]
  - 体育系：競技ダンス・バスケットボール・サイクリングほか
  - 文化系：茶道・琴ほか
- ほか、他大学や病院との合同サークルもあった。

### 学園祭
- 日本赤十字武蔵野短期大学の学園祭は「いとすぎ祭」と呼ばれていた[45]。

## 大学関係者と組織

### 大学関係者一覧

#### 出身者
- 杉岡品子：北翔大学教授

## 施設

### キャンパス
- 1968年に新館、1993年に別館が竣工された[46]。
- キャンパス近隣には、武蔵野赤十字病院・赤十字子供の家・東京都赤十字血液センター（旧社屋）（現:東京都赤十字血液センター武蔵野出張所）が立地していた[47]。

### 寮
- 日本赤十字武蔵野短期大学には「さつき寮」と呼ばれる学生寮があった。当初は全寮制が原則とされていたが、1994年度よりその制度を廃止[46]。

## 対外関係

### 系列校
- 日本赤十字看護大学
- 日本赤十字秋田短期大学
- 日本赤十字中央女子短期大学
- 日本赤十字愛知短期大学

## 卒業後の進路について

### 就職について
- 看護職に就く人が多く、武蔵野赤十字病院をはじめ大手の病院や医療機関に就職した人が多かった[48]。

### 編入学・進学実績
- 日本赤十字看護大学看護学部・日本赤十字武蔵野短期大学専攻科ほか[48]。

## 関連サイト
- 日本赤十字武蔵野短期大学